# Elaphidion auricoma
Elaphidion auricoma är en skalbaggsart som beskrevs av Steven W. Lingafelter 2008. Elaphidion auricoma ingår i släktet Elaphidion och familjen långhorningar. Inga underarter finns listade i Catalogue of Life.